# 34367 Kennedyrogers
34367 Kennedyrogers è un asteroide della fascia principale. Scoperto nel 2000, presenta un'orbita caratterizzata da un semiasse maggiore pari a 2,5852318 au e da un'eccentricità di 0,1972347, inclinata di 8,22197° rispetto all'eclittica.